# Чеснаков, Николай Владимирович
Никола́й Влади́мирович Чеснако́в (11 марта 1880, Вильна — 1946, Нови-Сад) — герой Первой мировой войны, участник Белого движения на Юге России, генерал-майор (1920).

## Биография
Из потомственных дворян Тульской губернии. Сын капитана армейской пехоты Владимира Гуровича Чеснокова и жены его Александры Алексеевны. Старший брат Пётр — также георгиевский кавалер, генерал-майор.
Окончил Полоцкий кадетский корпус (1899) и Константиновское артиллерийское училище (1901), откуда выпущен был подпоручиком в 43-ю артиллерийскую бригаду. Произведен в поручики 29 августа 1904 года. Участвовал в русско-японской войне в составе названной бригады. 22 ноября 1906 года переведен в 3-й мортирный артиллерийский дивизион. Произведен в штабс-капитаны 29 августа 1908 года. Окончил полный курс Главной гимнастико-фехтовальной школы и краткий курс Офицерской артиллерийской школы.
27 марта 1911 года переведен во 2-й мортирный артиллерийский дивизион, с которым и вступил в Первую мировую войну. Пожалован Георгиевским оружием
За то, что в боях у д. Линаво 29 и 30 апреля 1915 года, находясь на передовом наблюдательном пункте, под действительным ружейным огнем на линии пехотных застав, отлично корректировал стрельбу артиллерии, наносившей огромные потери наступавшему противнику, и этим дал возможность пехоте не только отбить все атаки неприятеля, но и перейти в наступление и овладеть позицией у д. Линово.
14 сентября 1915 года произведен в капитаны «за отличия в делах против неприятеля», а 10 декабря того же года назначен командиром 3-й батареи 2-го мортирного артиллерийского дивизиона. Произведен в подполковники 3 марта 1916 года. Удостоен ордена Святого Георгия 4-й степени
За то, что в период времени 28, 29 и 30 марта 1916 года произвел ряд смелых разведок укреплений противника, доходя под ружейным огнем до проволочных заграждений противника и даже проникая за них. Данные от разведок послужили основанием действий артиллерии в бою 31-го марта 1916 года при атаке Поповой Могилы. Во время боя, находясь на передовом наблюдательном пункте под ближним огнем противника, огнем своей батареи разрушил укрепления противника и проделал проходы в препятствиях, чем дал возможность пехоте овладеть «Поповой Могилой», взять трофеи, удержаться и отбить контр-атаки.
22 сентября 1917 года произведен в полковники, а 13 октября назначен командиром 2-го мортирного артиллерийского дивизиона.
В Гражданскую войну участвовал в Белом движении на Юге России. В Добровольческой армии и ВСЮР — в 3-й артиллерийской бригаде. С 24 августа 1919 года назначен командиром 1-й батареи Дроздовской артиллерийской бригады, в Русской армии — командир той же батареи. Награждён орденом Св. Николая Чудотворца
За то, что в бою 26 июля 1920 года, при взятии с. Н. Куркулак, он, со взводом своей батареи пробивая себе путь по улице занятой красными, опередил прикрытие, вышел в тыл тяжелой 2-х орудийной батарее противника, расстрелял в упор ее прислугу и, захватив орудия, обратил их против красных. Своей исключительной доблестью оказал существенное содействие успеху боя.
В сентябре 1920 года был назначен командиром 1-го Дроздовского стрелкового полка, в каковой должности оставался до эвакуации Крыма. Был ранен 29 октября 1920 года. Галлиполиец. В ноябре 1920 года произведен в генерал-майоры на основании Георгиевского статута.
Осенью 1925 года — в составе Дроздовского полка в Югославии. В эмиграции там же, жил в Белграде. Состоял членом Общества офицеров-артиллеристов. Умер в 1946 году (по другим данным — в 1944 году) в Новом Саде. Похоронен на Успенском кладбище. Был холост.

## Награды
- Орден Святой Анны 4-й ст. с надписью «за храбрость» (ВП 5.03.1906)
- Орден Святого Станислава 3-й ст. с мечами и бантом (ВП 5.03.1906)
- Орден Святой Анны 3-й ст. с мечами и бантом (ВП 17.01.1915)
- Орден Святого Владимира 4-й ст. с мечами и бантом (ВП 17.08.1915)
- Георгиевское оружие (ВП 21.08.1915)
- Высочайшее благоволение «за отличия в делах против неприятеля» (ВП 5.04.1916)
- Орден Святого Станислава 2-й ст. с мечами (ВП 19.11.1916)
- Орден Святого Георгия 4-й ст. (ВП 26.01.1917)
- Орден Святителя Николая Чудотворца (Приказ Главнокомандующего, № 3705, 7/20 октября 1920)